# San Sebastián (Würselen)

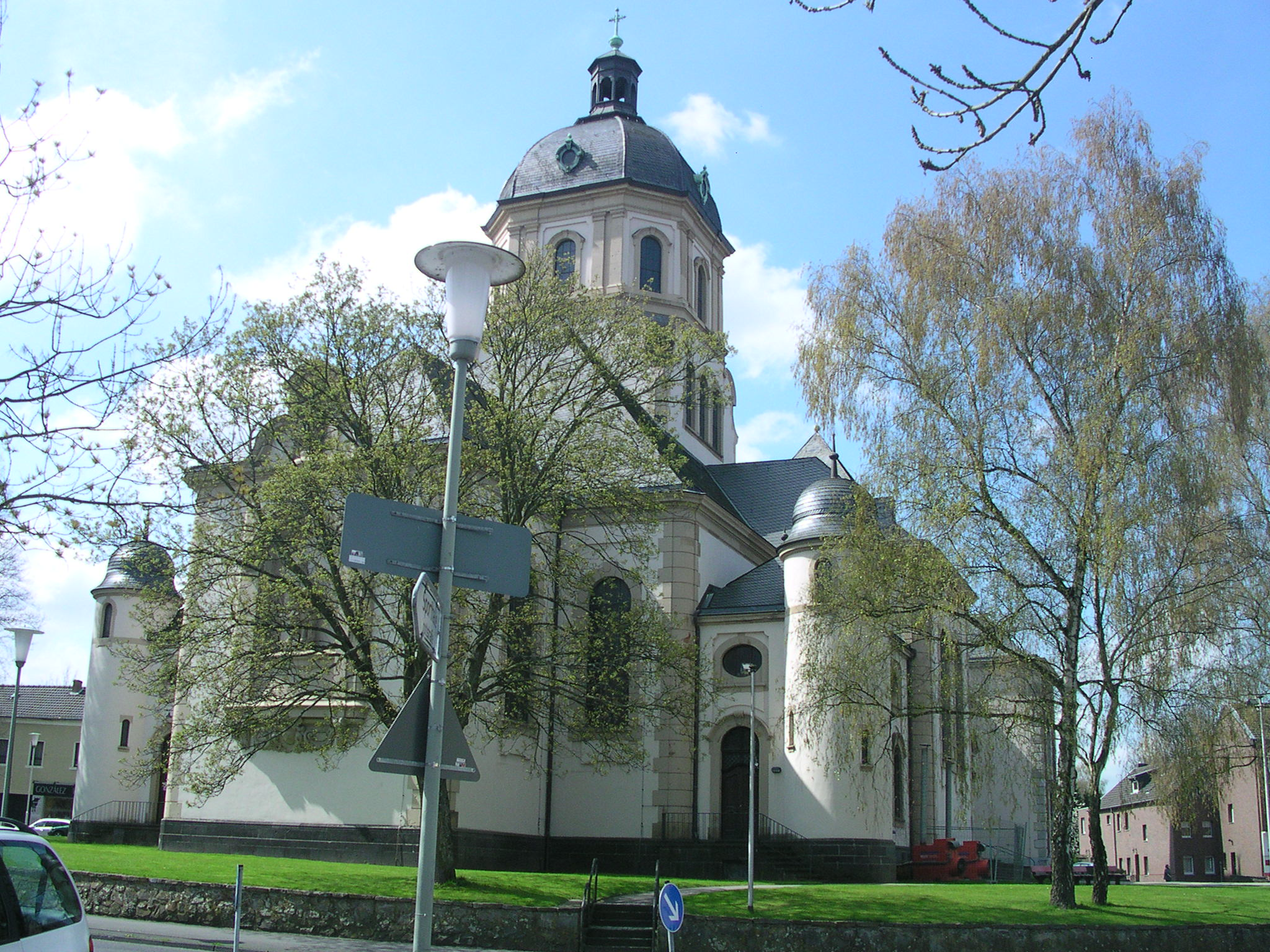
San Sebastián Würselen

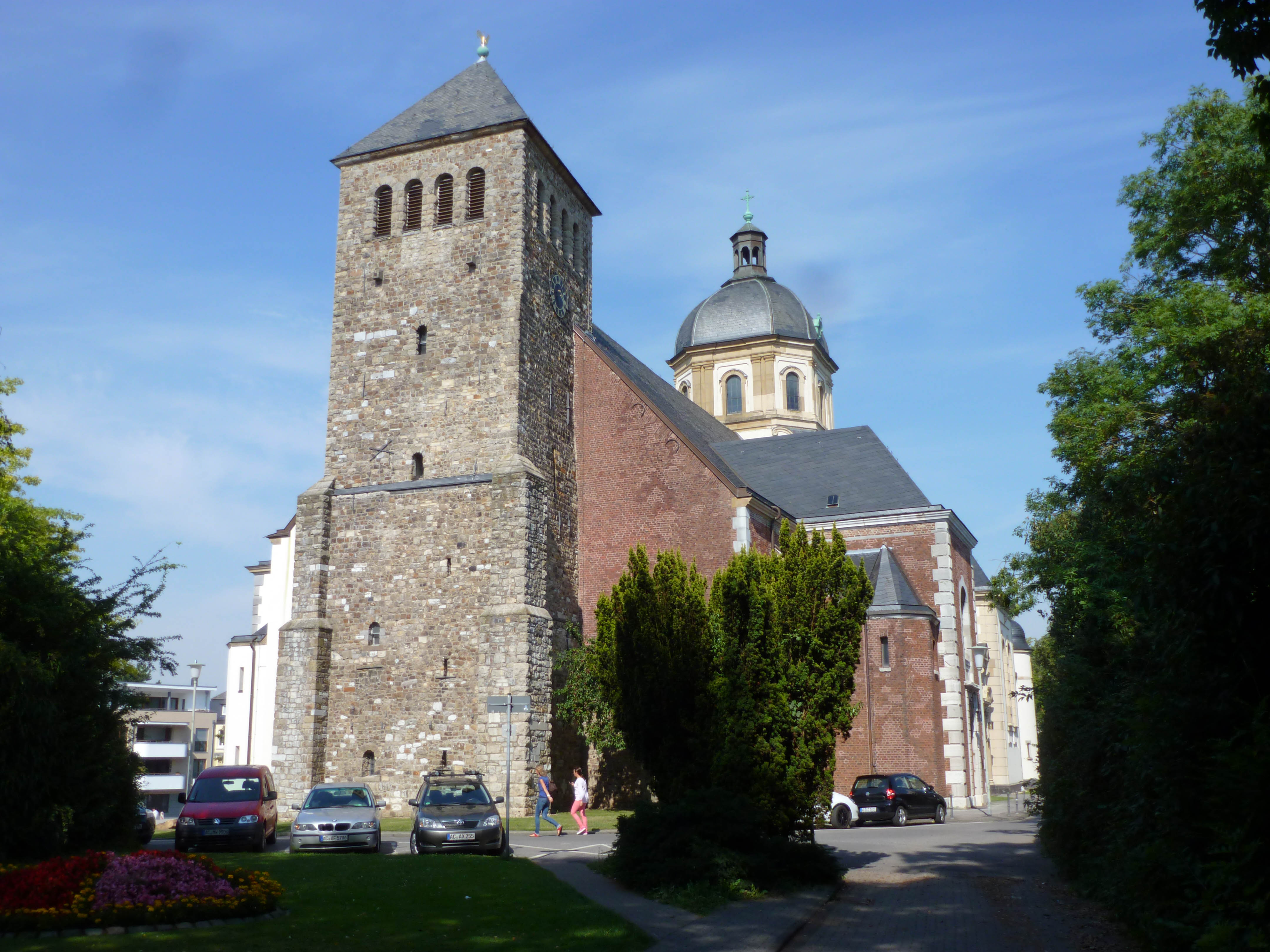
Torre románica de San Sebastián (Oeste)

La parroquia de San Sebastián en Würselen es una iglesia católica consagradas a San Sebastián, situada en el centro de Würselen. La basílica, con sus enormes tres naves, fue diseñada en 1725 por Laurenz Mefferdatis y reconstruida y ampliada entre los años 1906 a 1908 por el constructor de Aquisgran Heinrich van Kann. 
A menudo es conocida como la "Catedral de Würselen".
Desde la fusión en 2010, de las ocho parroquias entonces existentes,  San Sebastián es la mayor parroquia territorial en la Diócesis de Aquisgrán.

## Historia de la construcción
En un documento fechado el 17 de octubre del año 870 Luis el Germánico decreta que la iglesia "de wormsalt" (antigua denominación de Würselen) se traslade a la Abadía de Prüm. Se cree que se trataba de una iglesia con pilares y vigas con postes de madera. En las excavaciones realizadas en 1938, junto a la iglesia, se encontraron cimientos de piedra que datan del año 600 aproximadamente. 
Entre los años 1150 y 1200, se construyó en Würselen una iglesia románicas de tres naves, cuya torre está integrada en la construcción actual. En los Siglos siguientes, tuvo la iglesia de San Sebastián una importancia regional. La Parroquia se extendió hasta Haaren y Verlautenheide. Cada pastor era el Sendgerichts (juez) de cada Zona .
En 1641 informó el cronista de Aquisgran Juan Noppius que la iglesia de Würselen se encontraba en un preocupante estado ruinoso. Pero hasta el año 1717, no se puso la primera piedra para el nuevo edificio. El constructor de Aachen Laurenz Mefferdatis planeó una basílica de tres naves, conservando la todavía existente torre románica en el lado oeste. Es probable que en este tiempo se añadió a la torre, el chapitel con casco de cola. Hay sospechas de que Johann Josef Couven modificó el interior. Estudios más detallados indican que solo se copió el estilo de Couven. En 1732 se inauguró la nueva Iglesia, con una capacidad para hasta 300 personas.
Sobre 1900, la iglesia resultaba demasiado pequeña y el constructor del distrito Heinrich van Kann, realizó a partir de 1906, una gran ampliación. Hacia el Este, se construyó un Crucero, el coro se amplió, añadiendo una cúpula sobre una base octogonal. El frontón, delata el estilo neobarroco. La planta de la iglesia, representa ahora una cruz de 65 metros de largo y 32 metros de ancho. La cúpula tiene una altura de 40 metros.
En octubre de 1944, durante los bombardeos en la Segunda Guerra Mundial de EE. UU., la iglesia sufrió enormes daños, cuando la "pinza" de los Aliados alrededor de Aquisgrán, debía cerrarse en Würselen. La reconstrucción duró hasta 1959. La torre románica que también resultó muy dañada, se le modificó el campanario con arcadas. La aguja barroca que coronaba la torre, no se ha recuperado. En su lugar, se ha cerrado con una cubierta carpada que probablemente sería el aspecto que tenía en la época romana.

## Las campanas
La campana más antigua, la antigua campana Angelus, se remonta al año 1275 y en la actualidad se usa para dar la hora. Fue prestada por un tiempo, a la Iglesia de nueva construcción de San Pío X. En la Torre hay otras cuatro campanas de bronce: la campana Maria de 1384, la campana Balbina de 1432, la campana Sebastiana de 1954 y la campana Pio de 1961, consagrada al Papa Pío X.

## Órgano

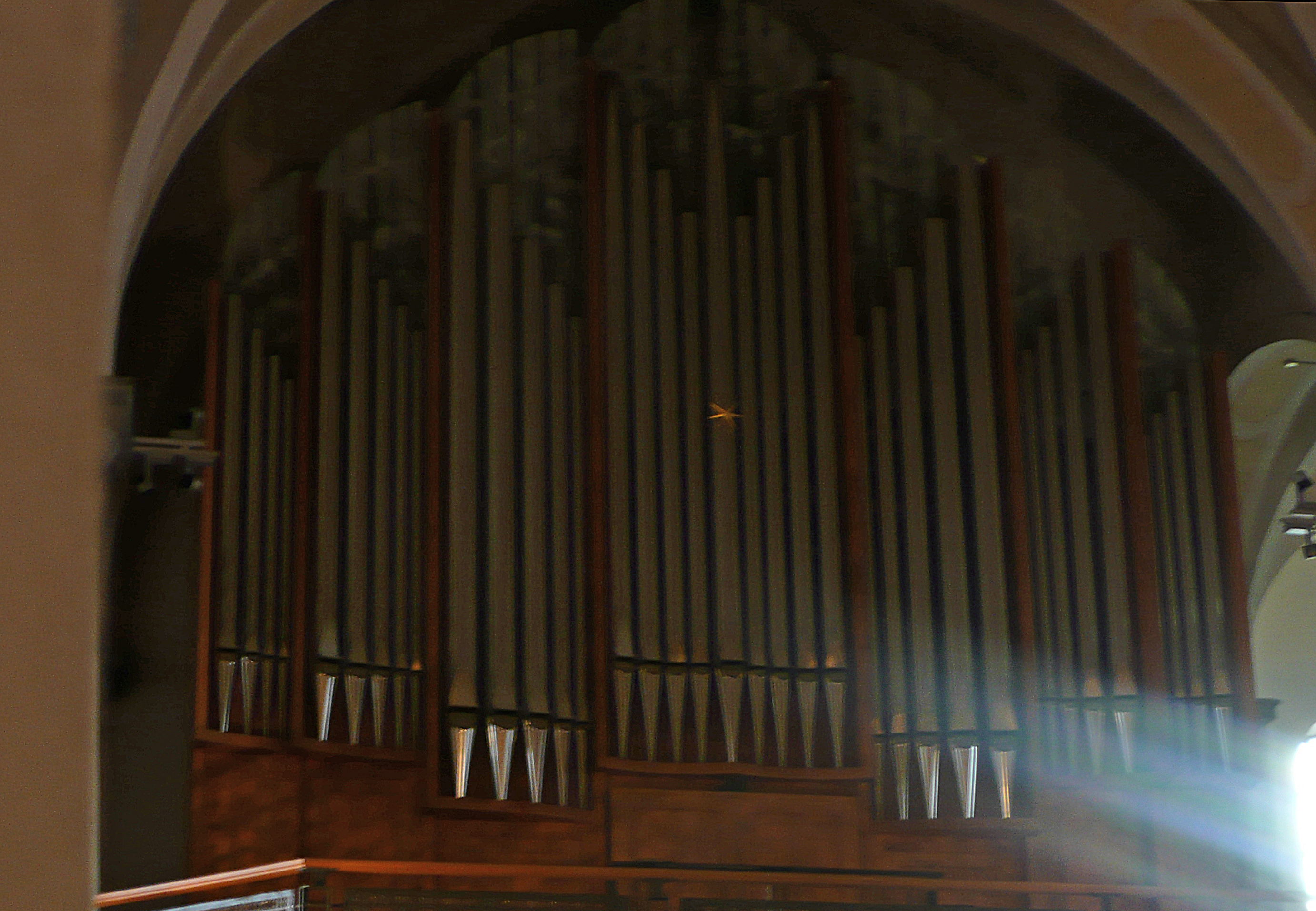
Órgano de Hermann Eule

n 1840 la iglesia de San Sebastián tenía un órgano construido por el organero Paul Müller (Stahlhuth). En la ampliación de la iglesia en 1906, fue restaurado y ampliado. En 1940, se hizo cargo de una nueva restauración y ampliación Orgelbauanstalt Klais. A pesar de los grandes daños sufridos durante la guerra en el edificio de la iglesia, el órgano, al finalizar la guerra, estaba intacto. Pero con el paso de los años, tenía graves deficiencias. Con la ayuda del Grupo de Apoyo Órganos de San Sebastián Würselen e.V. a partir de 1999, se recogió el dinero necesario para un nuevo órgano. En junio de 2011, un nuevo órgano construido por Hermann Eule en Bautzen, fue puesto en marcha.

## Decoración de interiores

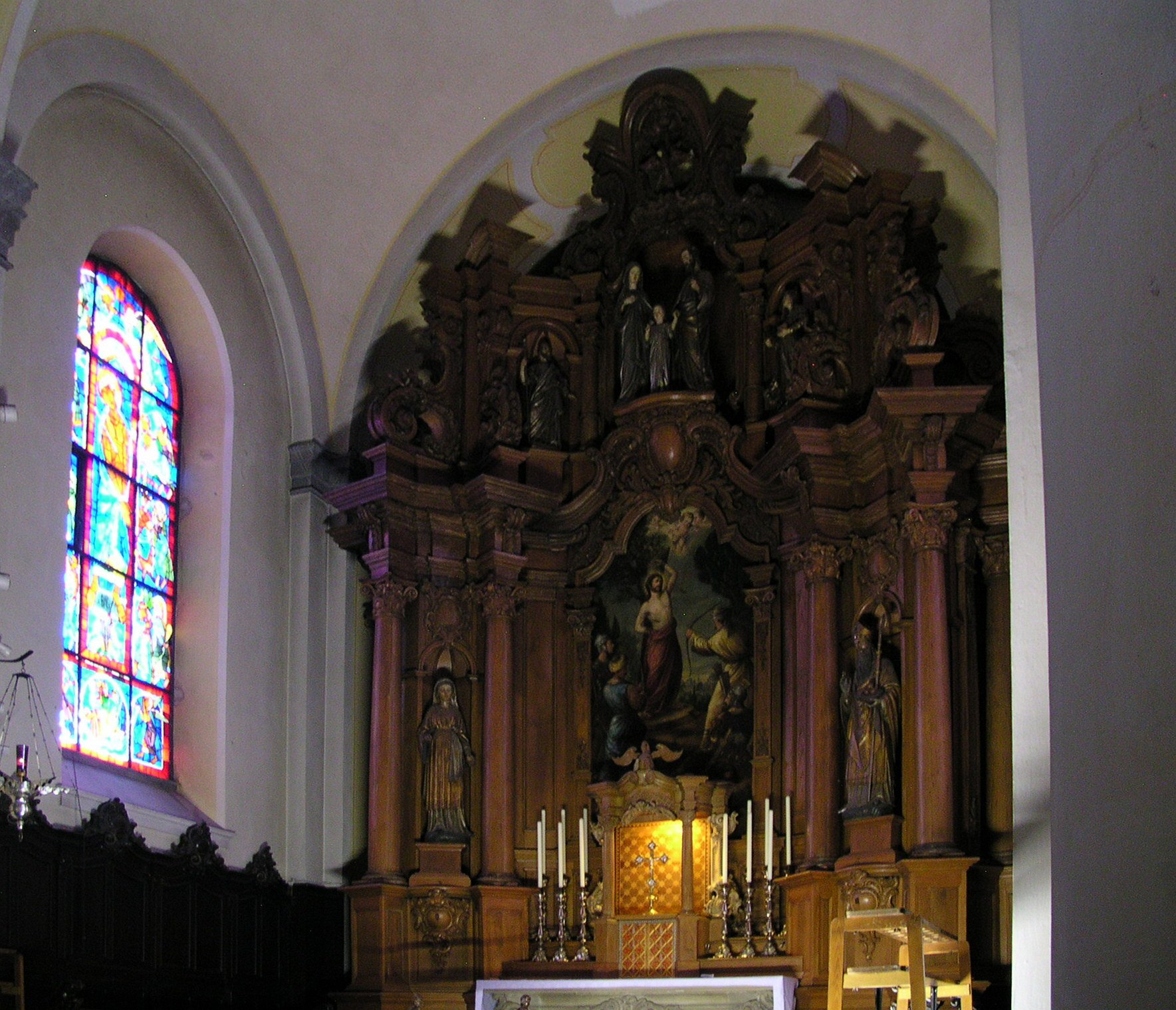
Altar Mayor barroco.

El retablo mayor, con 12 metros de altura y 7 metros de ancho, llena el ábside. Comenzó a construirse a principios del siglo XX, pero utiliza piezas del XVIII. En la tabla se muestra a San Sebastián. El Sagrario parece realizado por Johann Joseph Couven en 1758, pero no está confirmado históricamente. Los dos altares del crucero, el de Salomón y el de la Cruz, provienen del siglo XVIII, pero están modernizados.
Desde el primer tercio del siglo XVI hay un Tríptico con la Adoración de los Tres Reyes Magos. También del XVI hay un grupo de crucifixión de madera de tilo y una Cruz triunfal en el pórtico. En la Capilla por los Caídos, hay una Piedad de 1927, del escultor Lambert Piedboeuf, de 1,55 metros de alto y 1,47 metros de ancho.
El diseño de las coloridas vidrieras son de Wilhelm Rupprecht y Walter Benner, construidas entre 1954 y 1961.

## Literatura
- Margret Wensky y Franz Kerff: Würselen, Contribuciones a la Historia de la ciudad, Bd. 1. Renania-Verlag, Köln, 1989, P. 379-384.
- Margret Wensky y Franz Kerff: Würselen, Contribuciones a la Historia de la ciudad, Bd. 2. Renania-Verlag, Colonia, 1995, pag. 309f.
- Kurt Michels, Gustl Liebenwein:  Historia de la iglesia parroquial de San Sebastián de Würselen, editado en 1980 por St Sebastianus Schützen-Gesellschaft, Würselen.